# Denys Faworow
Denys Wołodymyrowycz Faworow, ukr. Денис Володимирович Фаворов (ur. 1 kwietnia 1991 w Kijowie) – ukraiński piłkarz, występujący na pozycji obrońcy lub pomocnika w polskim klubie Kotwica Kołobrzeg.

## Kariera piłkarska

### Kariera klubowa
Wychowanek klubów Dynamo Kijów, Widradny Kijów i Arsenał Kijów, barwy których bronił w juniorskich mistrzostwach Ukrainy (DJuFL). Karierę piłkarską rozpoczął 20 września 2008 w składzie młodzieżowej drużyny Arsenału. W sezonie 2011/12 został wypożyczony do Sławutycza Czerkasy. W sierpniu 2013 przeszedł do FK Połtawa. W lutym 2014 powrócił do Sławutycza, który latem zmienił nazwę na Czerkaśkyj Dnipro Czerkasy. Po roku wrócił do FK Połtawa. 5 marca 2016 podpisał kontrakt z Desną Czernihów.
9 sierpnia 2020 roku został zawodnikiem klubu Zoria Ługańsk, w której barwach występował m.in. w Lidze Europy UEFA.
2 sierpnia 2022 roku podpisał dwuletni kontrakt z występującą w III lidze Wieczystą Kraków. W sezonie 2023/2024 awansował z nią do II ligi, odszedł po jego zakończeniu.

## Sukcesy i odznaczenia

### Sukcesy klubowe
Czerkaśkyj Dnipro Czerkasy
- półfinalista Pucharu Ukrainy: 2014/15
- mistrz Ukraińskiej Drugiej Ligi: 2014/15

Desna Czernihów
- wicemistrz Ukraińskiej Pierwszej Ligi: 2016/17
- brązowy medalista Ukraińskiej Pierwszej Ligi: 2017/18

### Sukcesy indywidualne
- najlepszy piłkarz Ukraińskiej Pierwszej Ligi: 2017/18